# Посунься, кохана
Посунься, кохана (англ. Move Over, Darling) — американська комедійна мелодрама режисера Майкла Гордона 1963 року.

## Сюжет
Еллен Вагстафф Арден — мама двох маленьких дітей. Як вважалося, вона була безвісти зниклою після нещасного випадку з літаком. Її чоловік, Нік Арден, був один з тих, хто залишився в живих. Після довгих років її пошуку, він вирішує продовжити жити далі. Він оголошує свою дружину безвісти зниклою і вирішує одружитися з Бьянкою і все це в один день. Однак, Еллен залишилася жива.
Вона врятована і повертається в цей же день додому. Після того, як її свекруха Грейс розповіла їй про весілля, вона розуміє, що може встигнути перешкодити їх медовому місяцю. В результаті Нік з'ясовує стосунки з Бьянкою. Але він дізнається, що Еллен була не одна на тому острові. Всі ці довгі роки вона була наодинці зі Стівеном Буркеттом і що вони називали один одного «Адам» і «Єва».

## У ролях
- Доріс Дей — Еллен Вагстафф Арден
- Джеймс Гарнер — Нік Арден
- Поллі Берген — Бьянка Стіл Арден
- Тельма Ріттер — Грейс Арден
- Фред Кларк — містер Кодд (менеджер готелю)
- Дон Ноттс — клерк в готелі
- Елліот Рід — доктор Герман Шлік
- Едгар Баканан — суддя Брайсон
- Джон Естін — Клайд Прокі
- Пет Геррінгтон молодший — окружний прокурор